# Stethynium angustipenne
Stethynium angustipenne is een vliesvleugelig insect uit de familie Mymaridae. De wetenschappelijke naam is voor het eerst geldig gepubliceerd in 1987 door Huber.